# 茅貢
茅貢（？—？年），字承禹，南直隶苏州府太仓州民籍常熟县人。明朝政治人物。

## 生平
正德八年（1513年）癸酉科應天府乡试舉人，九年（1514年）联捷甲戌科二甲第八十九名進士，授工部主事，升郎中，出为云南府知府，升副使致仕。